# 利勒布宗
利勒布宗（法語：L'Isle-Bouzon，法語發音：[lil buzɔ̃]）是法国热尔省的一个市镇，属于孔东区。

## 地理
利勒布宗（43°55'39"N, 0°43'41"E）面积15.95 平方千米，位于法国奧克西塔尼大區热尔省，该省份为法国西南部内陆省份，北起顺时针与洛特-加龙省、塔恩-加龙省、上加龙省、上比利牛斯省、大西洋比利牛斯省和朗德省接壤。
与利勒布宗接壤的市镇（或旧市镇、城区）包括：格拉蒙、莱克图尔、普略、圣克拉尔、圣克雷阿克。

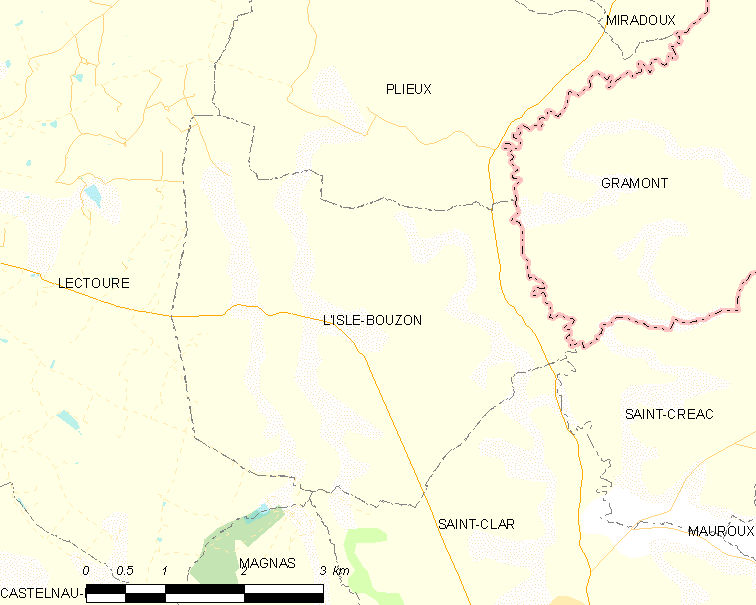
利勒布宗的OSM定位图

利勒布宗的时区为UTC+01:00、UTC+02:00（夏令时）。

## 行政
利勒布宗的邮政编码为32380，INSEE市镇编码为32158。

## 政治
利勒布宗所属的省级选区为莱克图尔-洛马涅县。

## 人口

1962-2008年间利勒布宗人口变化图示

利勒布宗于2022年1月1日时的人口数量为248人。